# Bank of the West Classic 2003
Il Bank of the West Classic 2003 è stato un torneo di tennis giocato sul cemento. È la 33ª edizione del Bank of the West Classic, che fa parte della categoria Tier II  nell'ambito del WTA Tour 2003. Si è giocato al Taube Tennis Center di Stanford in California dal 21 al 27 luglio 2003.

## Campionesse

### Singolare
Kim Clijsters ha battuto in finale  Jennifer Capriati con il punteggio di 4–6, 6–4, 6–2.

### Doppio
Cara Black /  Lisa Raymond hanno battuto in finale  Yoon Jeong Cho /  Francesca Schiavone con il punteggio di 7–6(5), 6–1.